# 三重県道152号南勢浜島線
三重県道152号南勢浜島線（みえけんどう152ごう なんせいはまじません）は、三重県度会郡南伊勢町から志摩市に至る一般県道である。

## 概要
度会郡南伊勢町下津浦から志摩市浜島町桧山路に至る。下津浦全線2車線である。

### 路線データ
- 起点：度会郡南伊勢町下津浦（字濱ノ坪766番の1[2]：国道260号交点）
- 終点：志摩市浜島町桧山路（字倉谷213番の14[2]：三重県道112号磯部浜島線交点）
- 総延長：1,930 m

## 歴史
- 1995年（平成7年）4月1日 - 路線認定・供用開始[1][2]。

## 地理

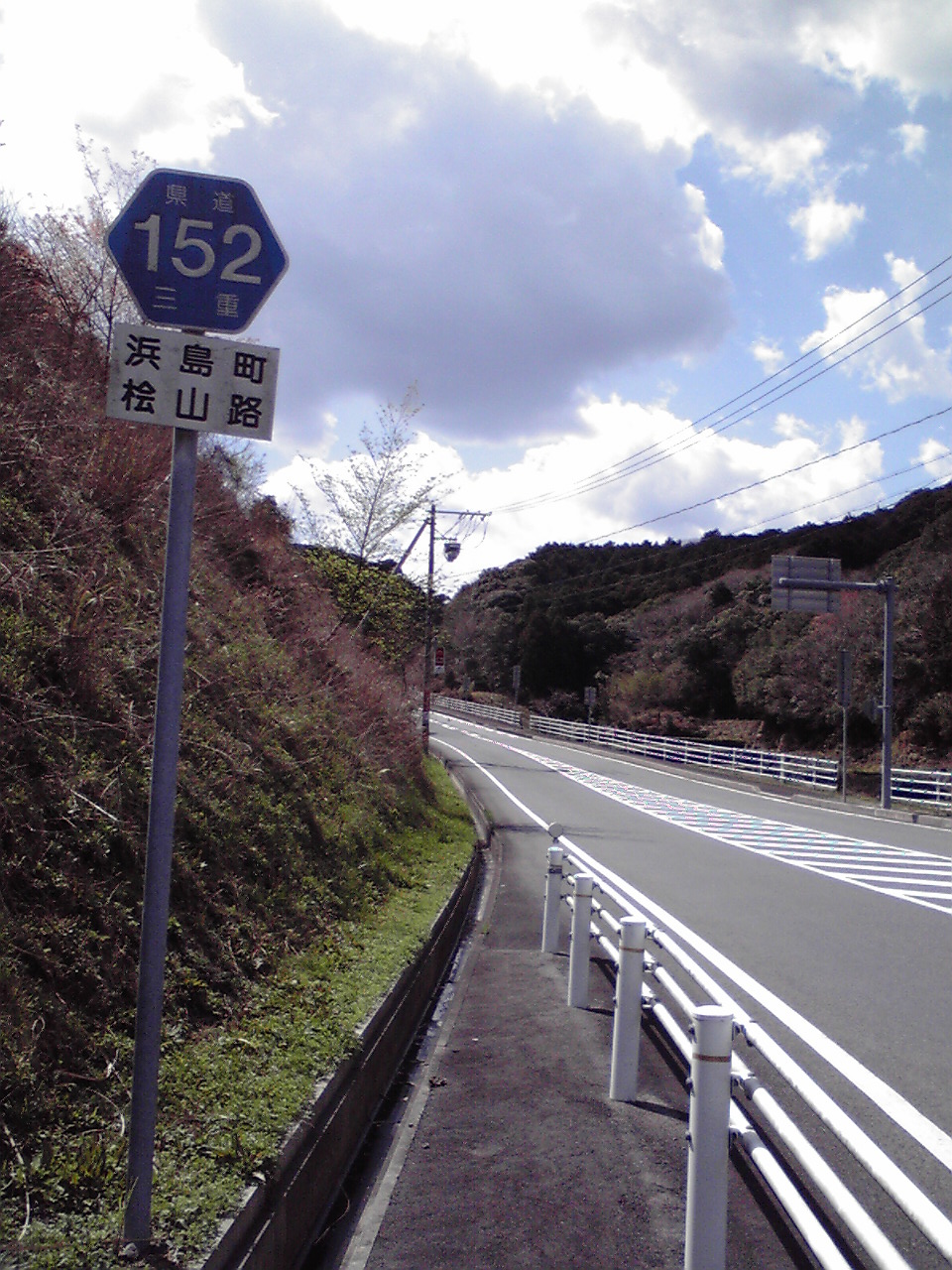
終点付近（志摩市浜島町桧山路）
終点から起点方向に向けて撮影。

志摩市阿児町鵜方方面および度会郡南伊勢町五ヶ所浦方面の相互往来の際に浜島中心街を避けて通ることができるショートカット路線である。沿線には森林や水田、電波塔などが見られる。

### 通過する自治体
- 三重県
  - 度会郡南伊勢町 - 志摩市

### 交差する道路
| 交差する道路            | 市町村名 | 市町村名 | 交差する場所 | 交差する場所 |
| ----------------------- | -------- | -------- | ------------ | ------------ |
| 国道260号               | 度会郡   | 南伊勢町 | 下津浦       | 起点         |
| 三重県道112号磯部浜島線 | 志摩市   | 志摩市   | 浜島町桧山路 | 終点         |

### 沿線
- 下津浦海水浴場